# Max & Co
Max & Co (no Brasil: Max & Companhia; em Portugal: Max e Companhia) é um filme de animação em stop motion lançado na Bélgica, França e Suíça, em fevereiro de 2008.

## Dubladores Brasileiros
- Max - Robson Kumode
- Sam - Élcio Sodré
- Cathy - Eleonora Prado
- Felicie - Jussara Marques
- Rodolfo - Leonardo Camillo
- Martin - Carlos Silveira
- Dodou - Nair Silva
- Bobole - Guilherme Lopes
- Germaine - Isabel de Sá
- Adolfo - Sérgio Corcetti
- Bernard - Ricardo Sawaya
- Marcel - Eudes Carvalho
- Vozes Adicionais: Adna Cruz, Affonso Amajones, Antônio Moreno, Cássia Bisceglia, Cassius Romero, Cecília Lemes, César Marchetti, Dado Monteiro, Fábio de Castro, Glauco Marques, Hélio Vaccari, Ivo Roberto, José Carlos Guerra, Lene Bastos, Luiz Antônio Lobue, Luiz Carlos de Moraes, Márcia Regina, Maralise Tartaine, Patrícia Scalvi, Roberto Leite, Rodrigo Araújo, Sérgio Rufino, Sidney Lilla, Silvio Giraldi, Tânia Gaidarji, Tatá Guarnieri, Ulisses Bezerra, Walter Breda, Walter Cruz e Wendel Bezerra
- Locutor: Paulo Carbone
- Distribuição: Imagem Filmes
- Versão Brasileira: Clone
- Mídia: Cinema/DVD/Televisão/Netflix